# Astronomicum Caesareum
Astronomicum Caesareum («Астрономія Цезарів» або «Астрономія імператора») — книга з астрономії, написана німецьким гуманістом Петром Апіаном, вперше опублікована в 1540 році. Книга присвячена імператору Священної Римської імперії Карлу V та його братові Фердинанду I.
Книга є одним з найвизначніших астрономічних трактатів XVI століття, опублікованих до проголошення геліоцентризму у книзі «Про обертання небесних сфер» (1543) Коперника. Її особливістю є широке використання вольвел — рухомих кругових діаграм, які можна використовувати не тільки для ілюстрації, але й для астрономічних розрахунків.

## Історія
Astronomicum спочатку опублікований у 1540 році. Його замовили Карл V, імператор Священної Римської імперії, і його брат Фердинанд I. За п'ять років до видання книги, у 1835 році, Карл V надав Апіану імператорський привілей. Книга була надрукована на друкарні Апіана в Інгольштадті, Баварія, і її виготовлення зайняло вісім років. При перевиданні книгу розширили і змінили, остаточна версія має 55 аркушів.

## Вольвели

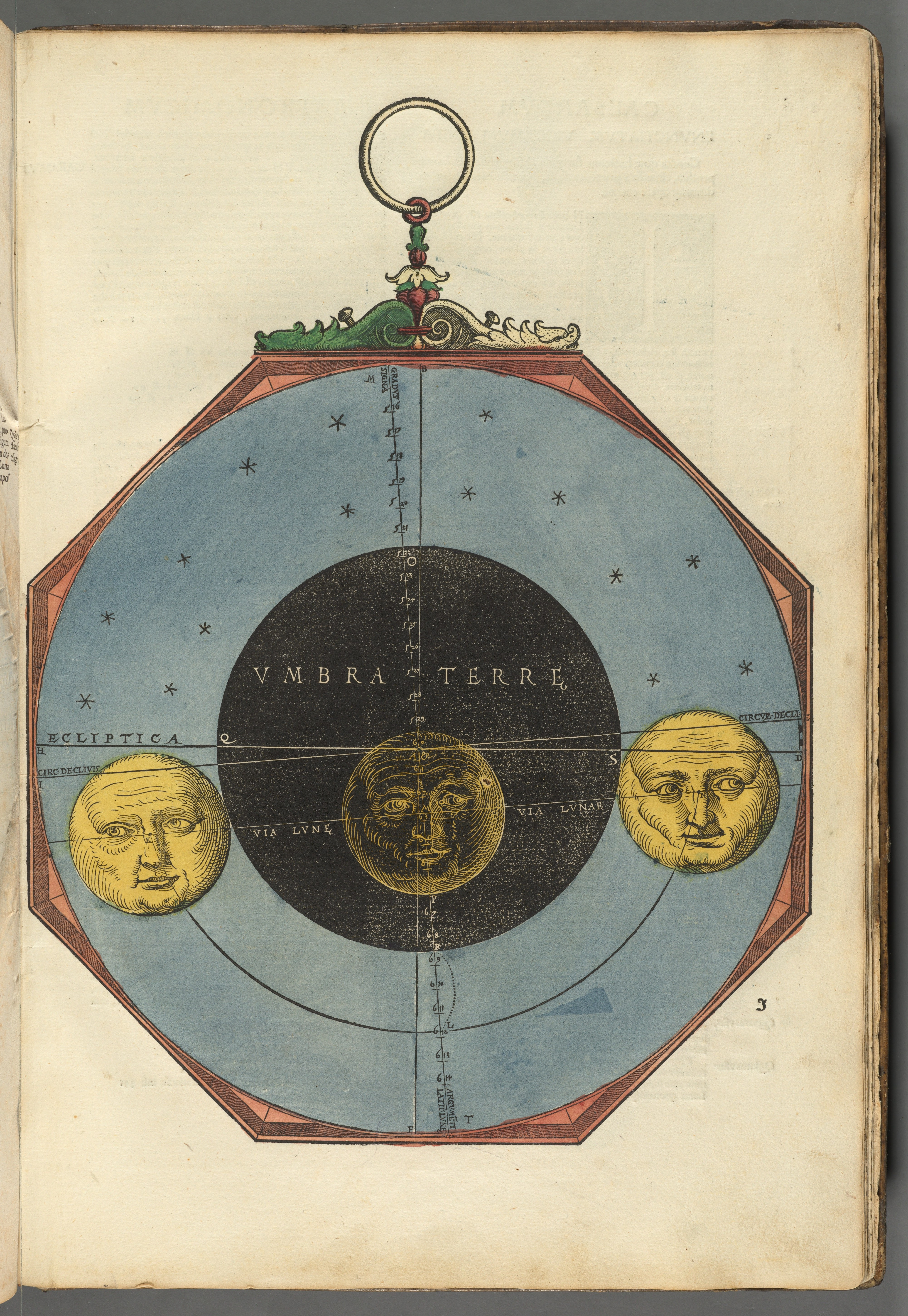
Вольвела із зображенням місячного затемнення.

21 з 36 гравюр на дереві є вольвелами — круговими діаграмами з рухомими обертовими частинами з шестишарового паперу, пришитими до паперу ниткою, які дозволяють робити астрономічні обчислення. На відміну від інших книг XVI сторіччя, які теж використовувалися вольвели для ілюстрацій, Astronomicum відрізняються тим, що тут вольвели мають пріоритет над текстом книги. За словами Рональда Брашіра та Деніела Льюїса, Astronomicum — це «насправді науковий обчислювальний інструмент, не менш ніж книга».

## Примірники
Спочатку книга була виготовлена в єдиному примірнику для королівської родини. Відтоді було зроблено кілька копій книги, і книга більше вже не була ексклюзивом. Оригінальний примірник, зроблений для імператора, знаходиться в Національній центральній бібліотеці Флоренції. Найвідоміші примірники зберігають в Національній бібліотеці Іспанії та Віденському університеті. В бібліотеки в Готі знаходиться примірник, який у 1599 році купив Тихо Браге. Дослідження 1997 року показало, що існували 111 екземпляри книги.

## Зміст
Книга починається з присвяти імператорам, примітки до читача й іменного покажчика. Далі вона розповідає про зодіак і земний рік, які проілюстровано відповідними вольвелами. Рух п'яти видимих планет представлений в межах геоцентричної моделі, і для планет подано відповідні вольвели. Однією із найвпізнаваніших рис книги є зображення дракона — на одній з планетних вольвел і на обкладинці книги. Далі книга розповідає про передбачення небесних подій, розрахунок місячних і сонячних затемнень, способи розвитку місячного затемнення. Друга частина книги розповідає про використання астрономічних інструментів — квадранта й торкветума. Книга закінчується імператорським знаком Апіана та іншою присвятою.